# Margarida Camacho
Margarida Camacho é uma  actriz e fadista portuguesa (19 de junho de 1988). Integrou a a Companhia de Teatro Há.Que.Dizê.Lo , foi actriz residente na companhia Vidas de A a Z, da encenadora Mónica Gomes, integrando em 2017 o elenco residente das produções D. Mona, da mesma encenadora. Na sua carreira destacam-se os espectáculos Eu Sou Mediterrâneo, Vovó Ganza!, Não Kahlo e Kusama e Warhol.

## Biografia
Margarida Camacho, nome artístico de Ana Margarida Fernandes Barros, nasceu em Lisboa a 19 de Junho de 1988. Terminou em 2008 o curso de teatro na Escola Profissional de Teatro de Cascais, integrou o grupo de Teatro Experimental de Cascais do encenador Carlos Avilez e teve formação de canto na Escola de Música e Artes da  Aroeira, com a prof.ª Maria Anadon. Leccionou um workshop de expressão corporal na Almadança - Escola de Dança de Almada. 
O seu percurso artístico enquanto actriz conta com vários espectáculos, nomeadamente, Os Jovens Russos Falam de Problemas Eternos,  no papel de jovem russa, no espaço Teatro Praga; O Inferno de Bernardo Santareno, no papel de Mary Gilbert, no Teatro Mirita Casimiro; A Casa de Bernarda Alba de Garcia de Lorca, no papel de Maria Josefa; Electra de Eurípedes, adaptação de Miguel Graça; Hamlet de Shakespeare, no papel de Ophélia, no Teatro Mirita Casimiro; Leandro, o rei de Helíria de Alice Vieira, no papel de Hortênsia, no Teatro Mirita Casimiro; Alice no país das maravilhas e por detrás do espelho de Lewis Carol, no papéis de Margarida e Pavão; Auto da Índia de Gil Vicente, no papel de Ama; Auto da Barca do Inferno de Gil Vicente, no papel de Anjo.

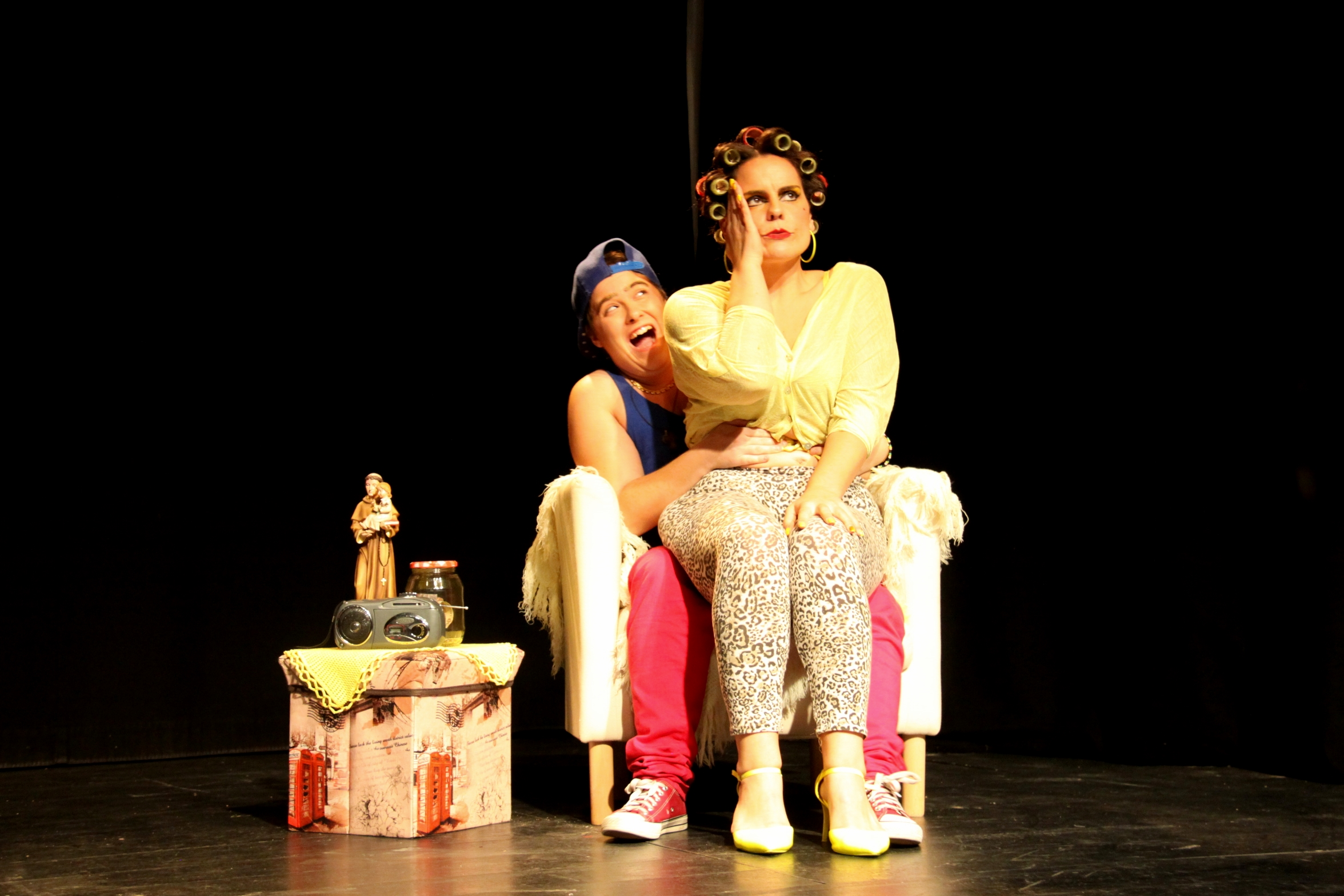
Sílvia Raposo e Margarida Camacho em Vovó Ganza! Uma comédia de faca e alguidar

Participou em diversos filmes, entre eles, Sei Lá, de Joaquim Leitão; Participou também enquanto cantora em Os Filhos do Rock, uma produção da RTP1.  Tem noções de Teatro Físico, danças latinas, guitarra clássica e foi praticante de Muai Tai. 
Em Agosto de 2015 integra a companhia Vidas de A a Z, juntando-se ao elenco residente. Nesse mesmo ano interpreta o papel de Freira Narradora no espectáculo Não Há Tragédia Sem Comédia: As desventuras do amor, iniciando digressão nacional. O espectáculo estreou a 11 de Julho de 2015 na Casa da Cultura de Mora, passando pelo Centro Cultural Dr. António Menano, Museu Municipal de Faro, Centro Cultural de Vila do Bispo, Auditório Municipal de Vendas Novas, entre outros. Integrou também o FesTA (Festival de Teatro 2015).. 
Em 2016 integra os espectáculos Uma Questão de Sexo ou de Morte no papel de Dolores, com encenação de Mónica Gomes, da Companhia Vidas de A a Z, que estreou no Teatro Turim e Eu Sou Mediterrâneo: um espectáculo sobre a banalidade do mal no papel de Zhaida, uma feminista luso-marroquina, que subiu à cena no Auditório Carlos Paredes e na Boutique da Cultura. Já em 2017 integra o espectáculo Vovó Ganza! Uma comédia de faca e alguidar, no papel de Hortência, também com encenação de Mónica Gomes, com estreia no Teatro Turim. Ainda, em Setembro desse ano integra o elenco do projecto D. Mona com o espectáculo Não Kahlo, no papel de Frida Kahlo, estreado em Maio de 2018 no Centro Cultural da Malaposta, com o qual integra também dois festivais de teatro em Madrid. Em 2019 interpreta o papel do artista americano Andy Warhol no espectáculo Kusama e Warhol: o maior roubo da pop, também das produções D. Mona, que estreou em Maio no Quartel das Artes e integra também dois festivais internacionais de teatro em Madrid e Cantábria, respectivamente .

## Teatro

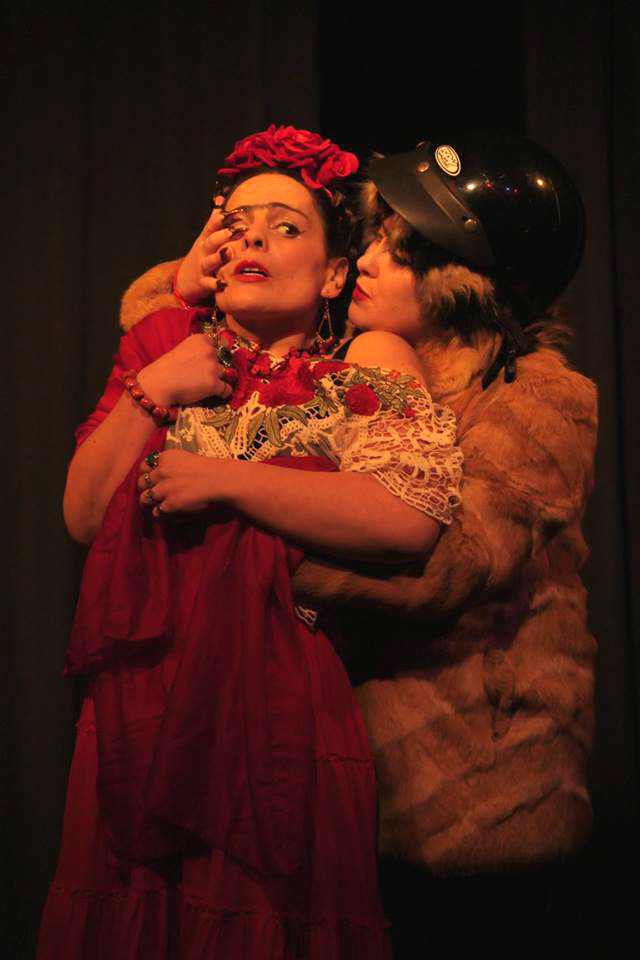
Margarida Camacho e Sílvia Raposo em Não Kahlo, de D. Mona.

- Kusama e Warhol: o maior roubo da pop (2019/2020)
- Não Kahlo, com a Companhia D. Mona (2018/19)
- Vovó Ganza: uma comédia de faca e alguidar, com a Companhia Vidas de A a Z (2017)
- Eu Sou Mediterrâneo: um espectáculo sobre a banalidade do mal, com a Companhia Vidas de A a Z (2016)
- Não Há Tragédia Sem Comédia: As desventuras do Amor, com a Companhia Vidas de A a Z  (2015)
- Uma Questão de Sexo ou de Morte, com a Companhia Vidas de A a Z (2015-1016)
- Os jovens russos falam de problemas eternos, no espaço Teatro Praga (2011)
- O inferno, no Teatro Mirita Casimiro (2008)
- Hamlet, no Teatro Mirita Casimiro (2006)
- Leandro, o rei de heliria, no Teatro Mirita Casimiro (2006)
- Electra (2007)
- Alice no país das maravilhas e por de trás do espelho (2005)
- Auto da Índia (2005)
- Alice no país das maravilhas e por de trás do espelho (2005)
- Auto da Barca do Inferno (2005)

## Galeria

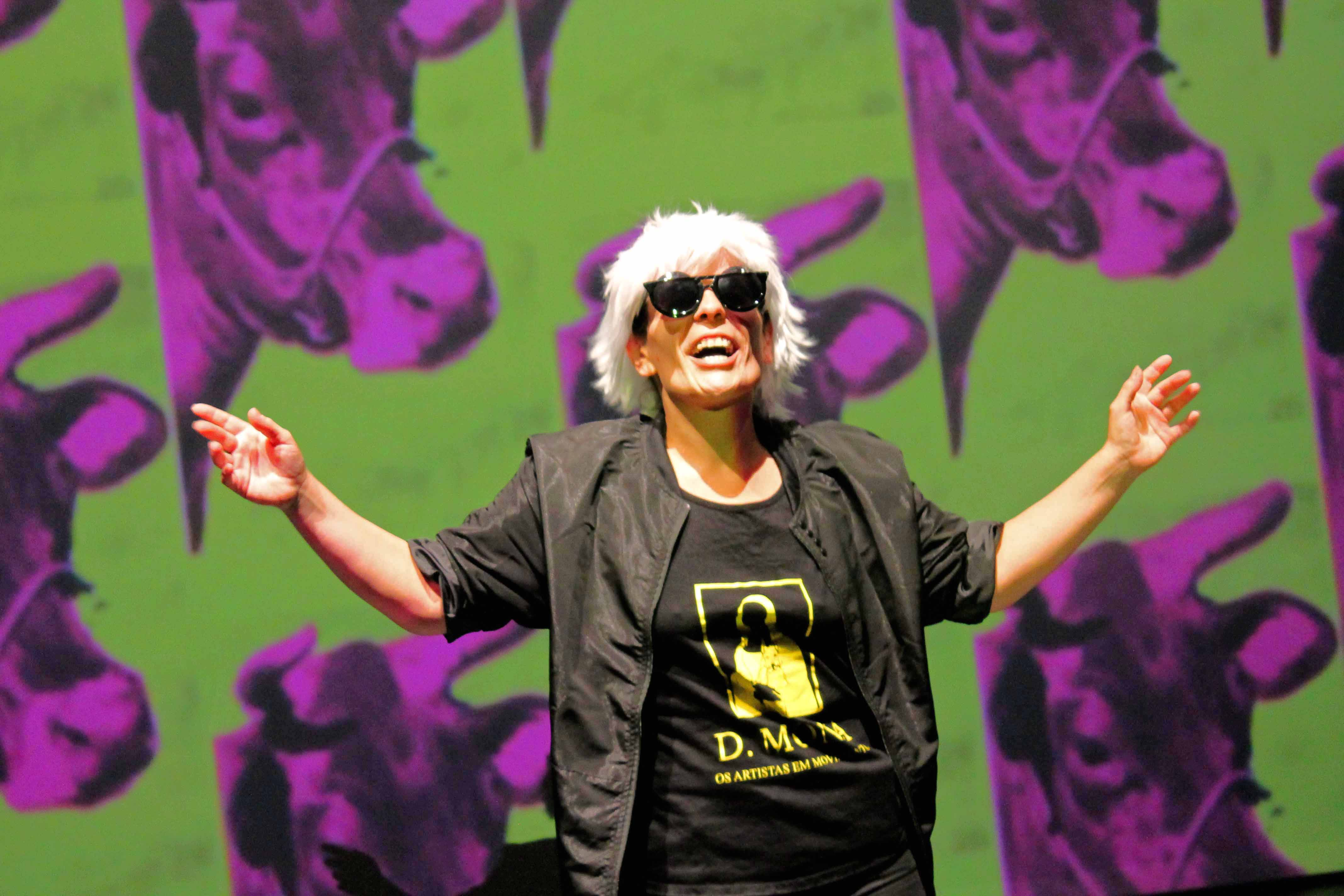
Margarida Camacho como Andy Warhol em Kusama e Warhol: o maior roubo da pop
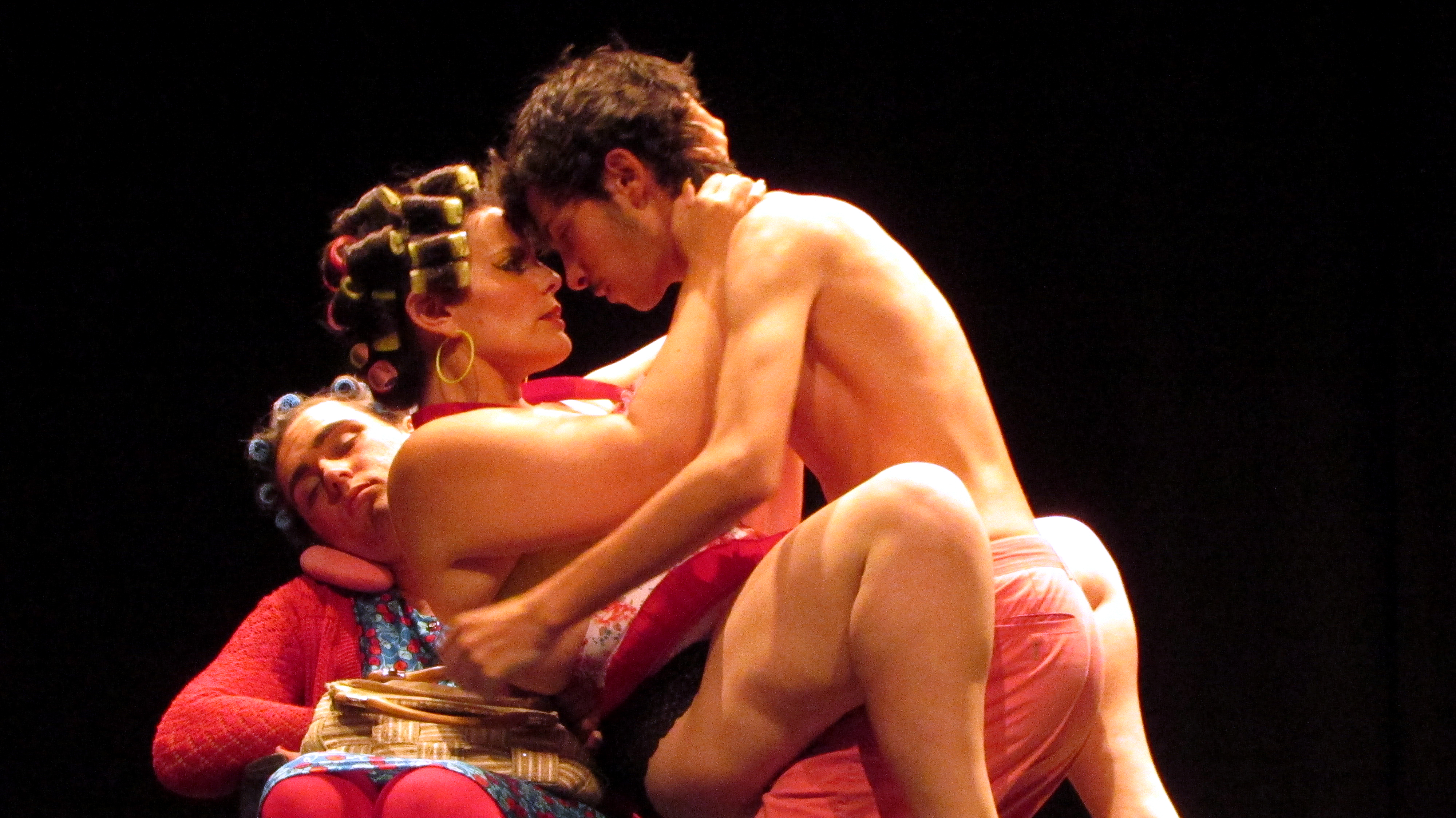
Margarida Camacho e Rui Afonso em Vovó Ganza!
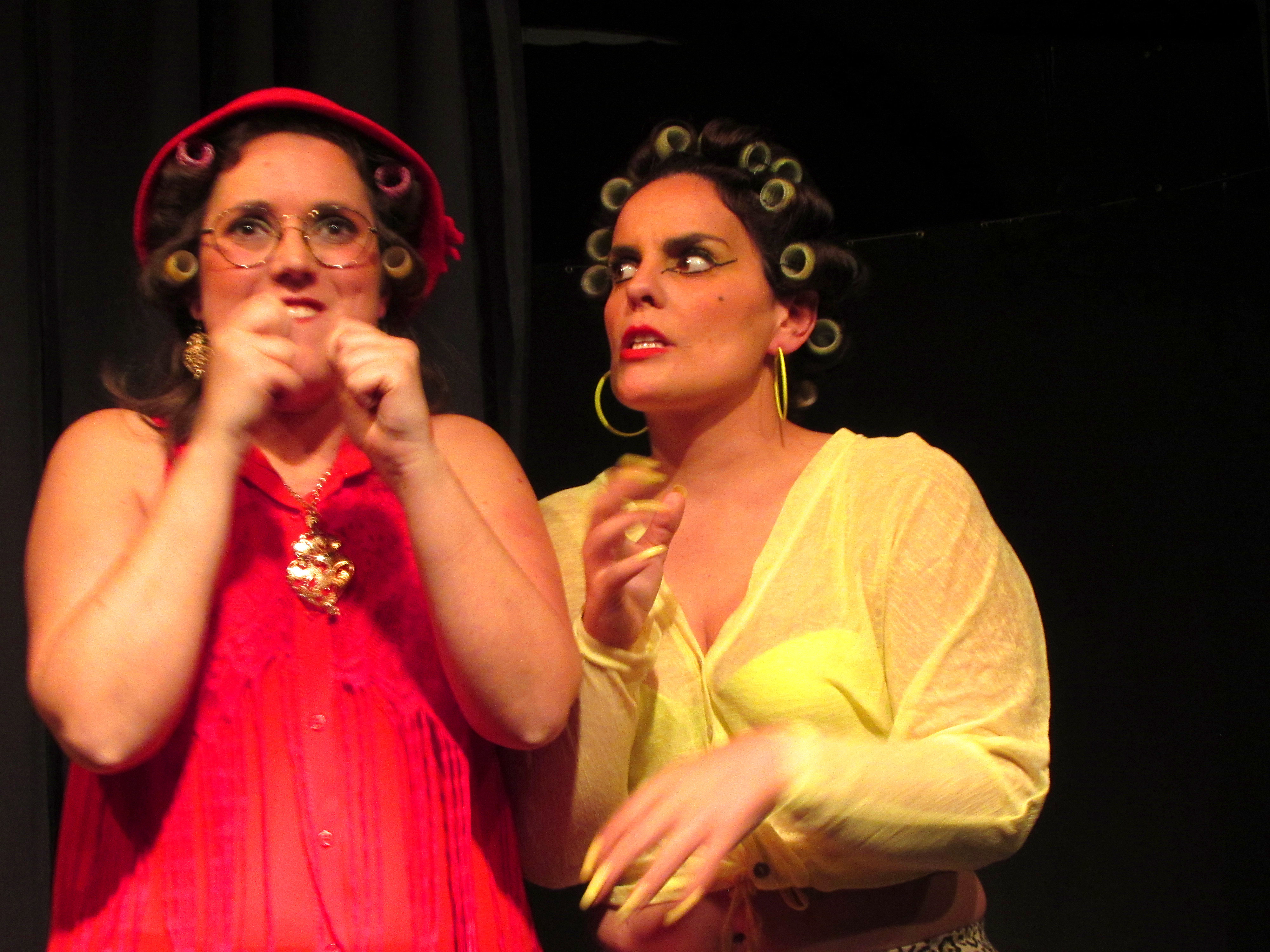
Liane Bravo e Margarida Camacho em Vovó Ganza!
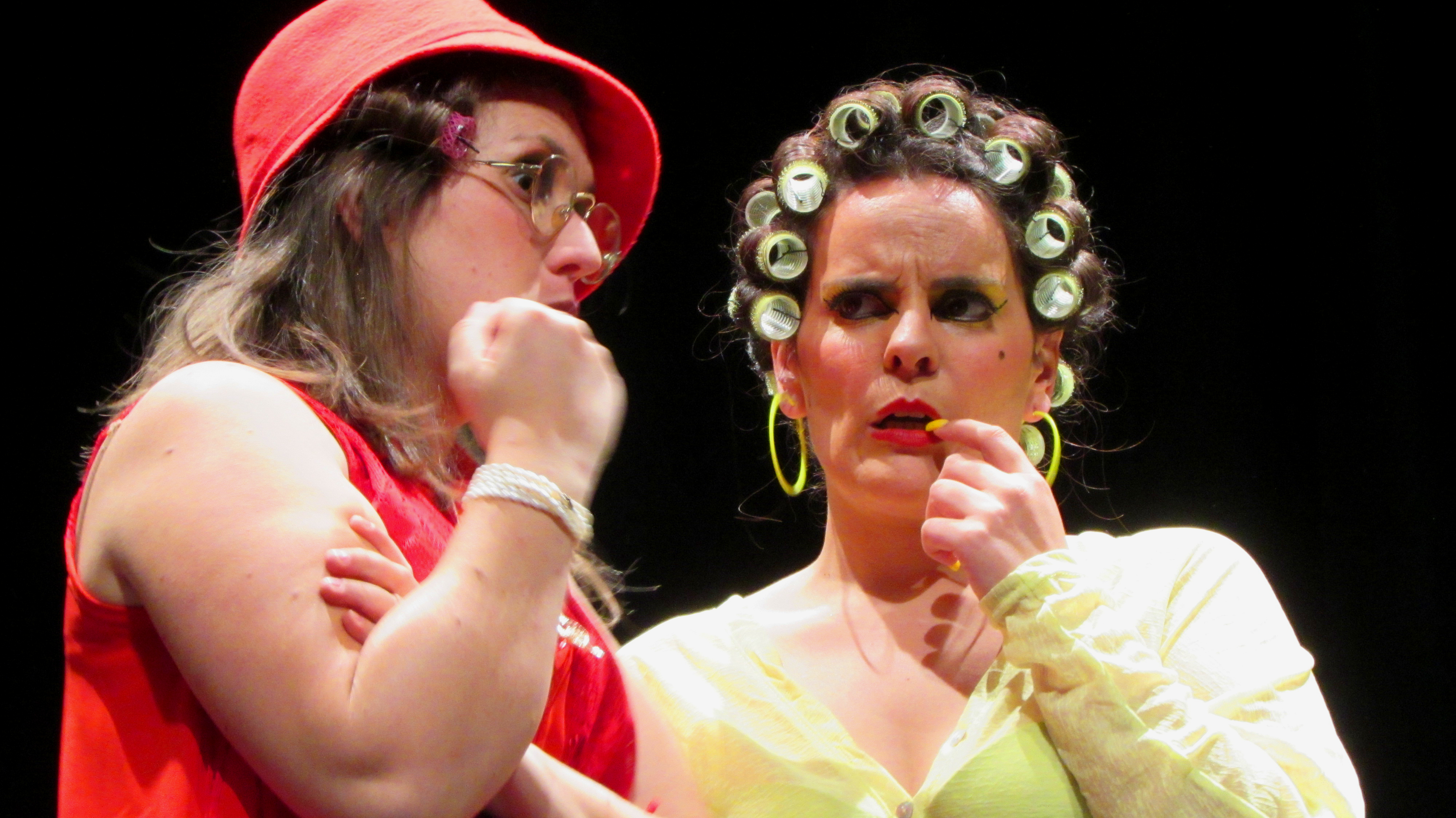
Liane Bravo e Margarida Camacho em Vovó Ganza!
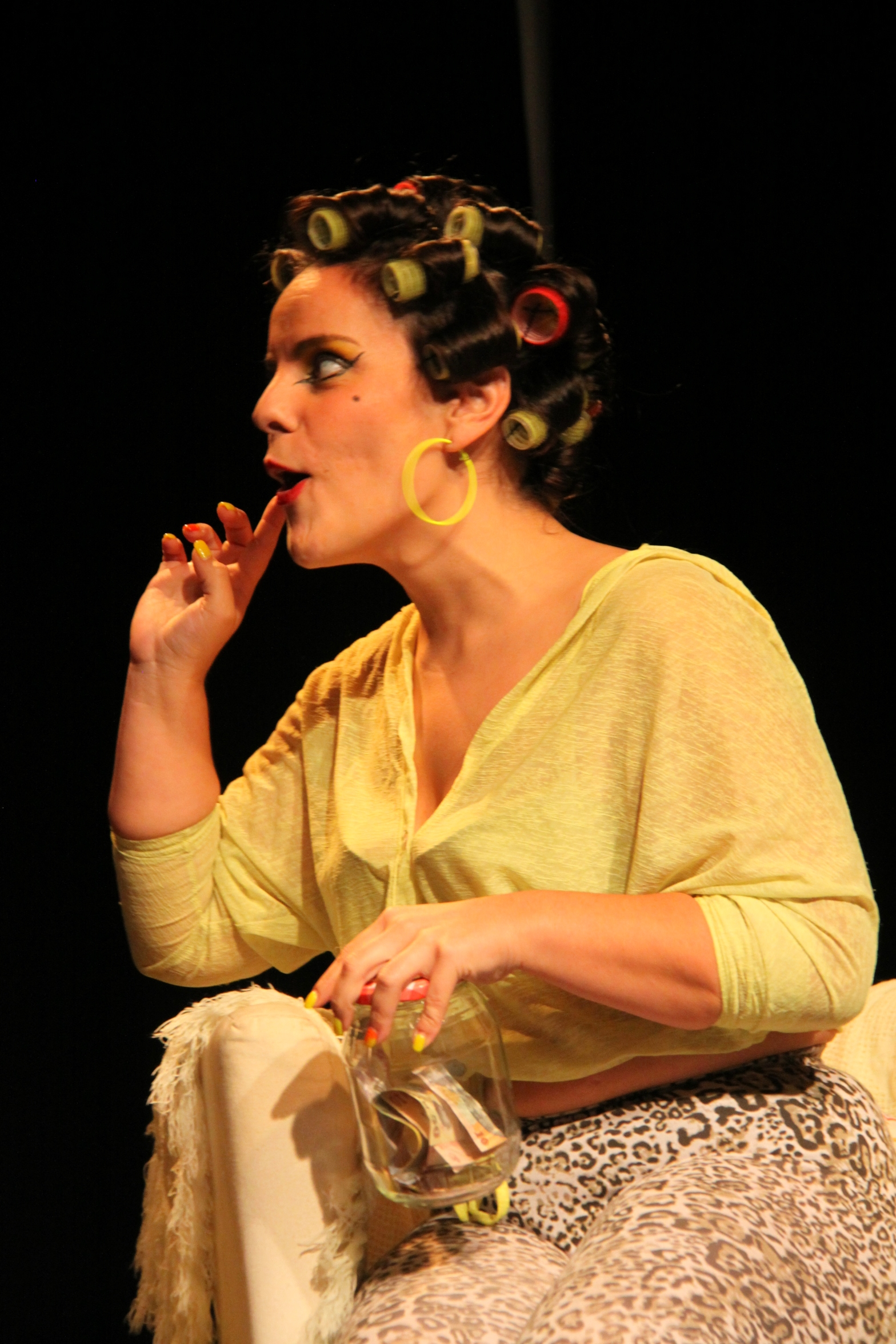
Margarida Camacho em Vovó Ganza
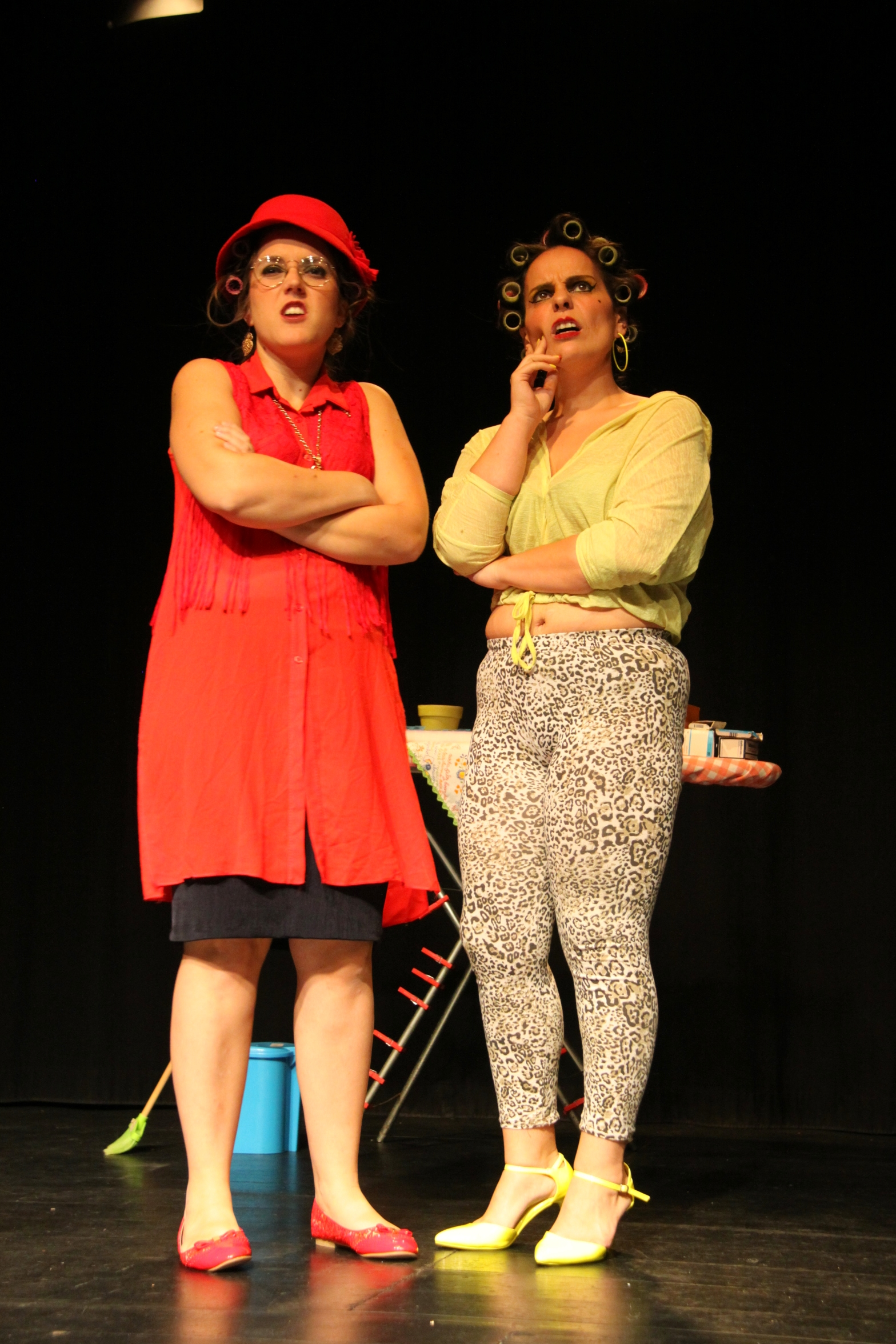
Liane Bravo e Margarida Camacho em Vovó Ganza
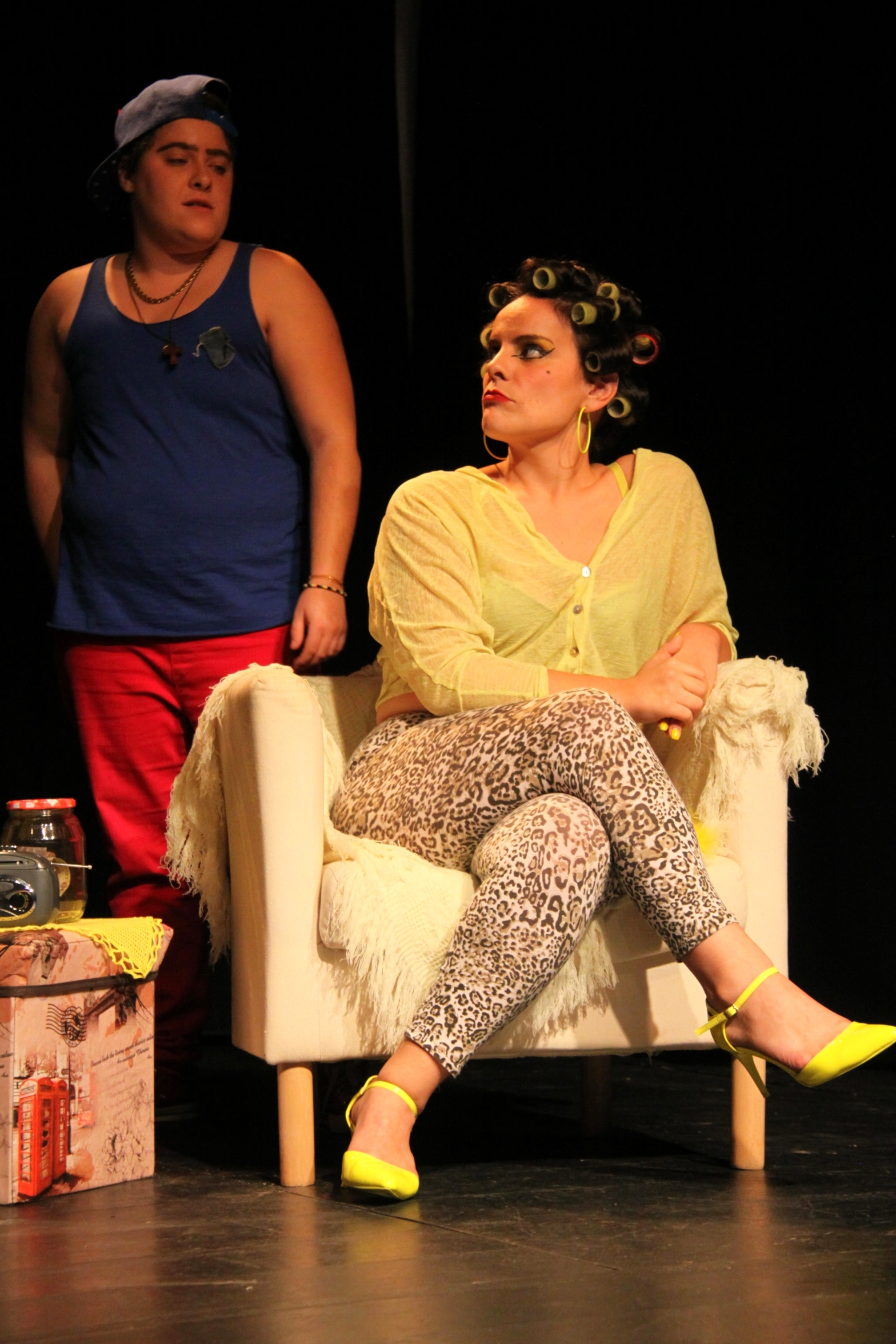
Sílvia Raposo e Margarida Camacho em Vovó Ganza
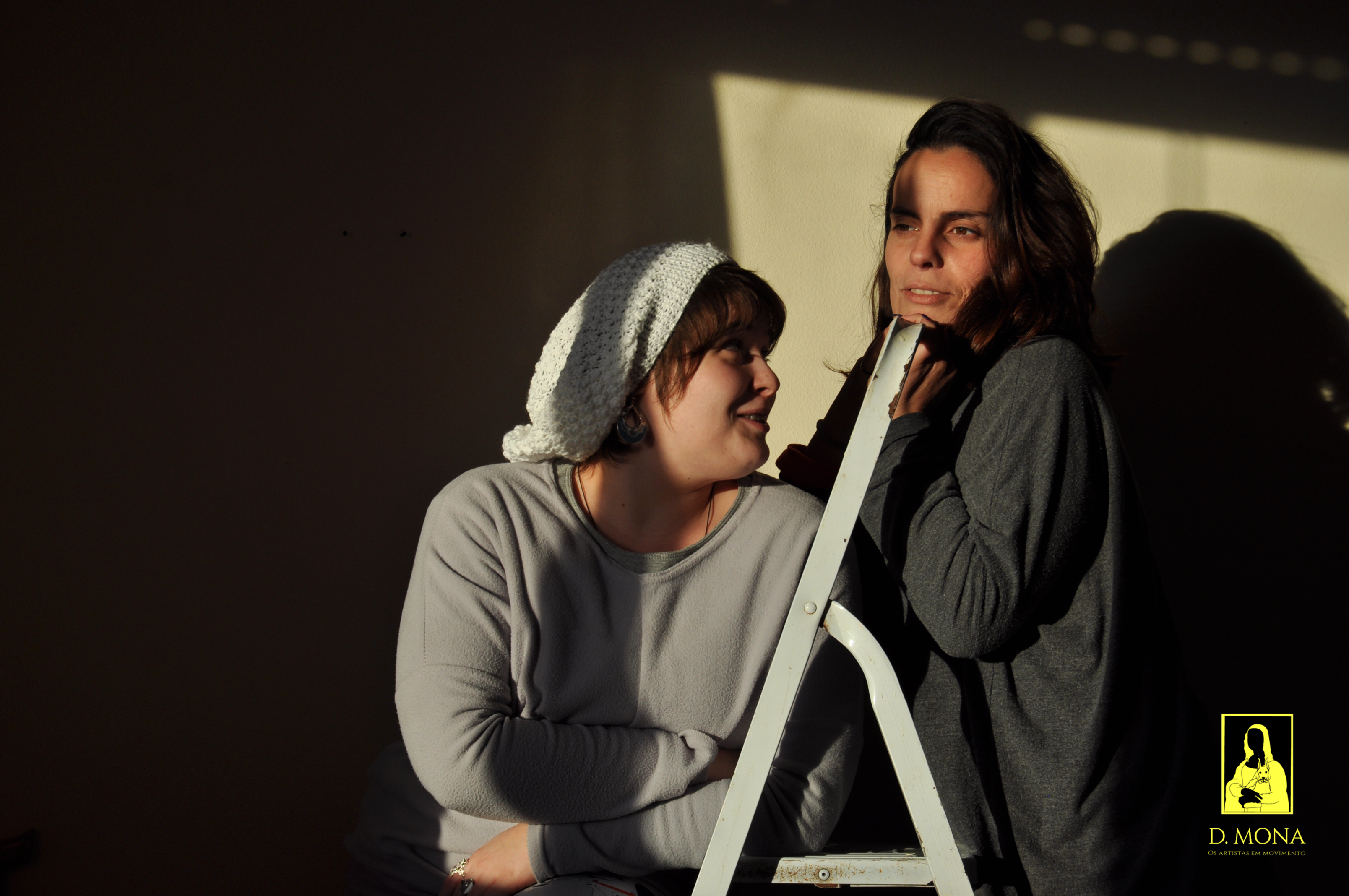
Sessão fotográfica D. Mona, com Mónica Kahlo e Margarida Camacho.
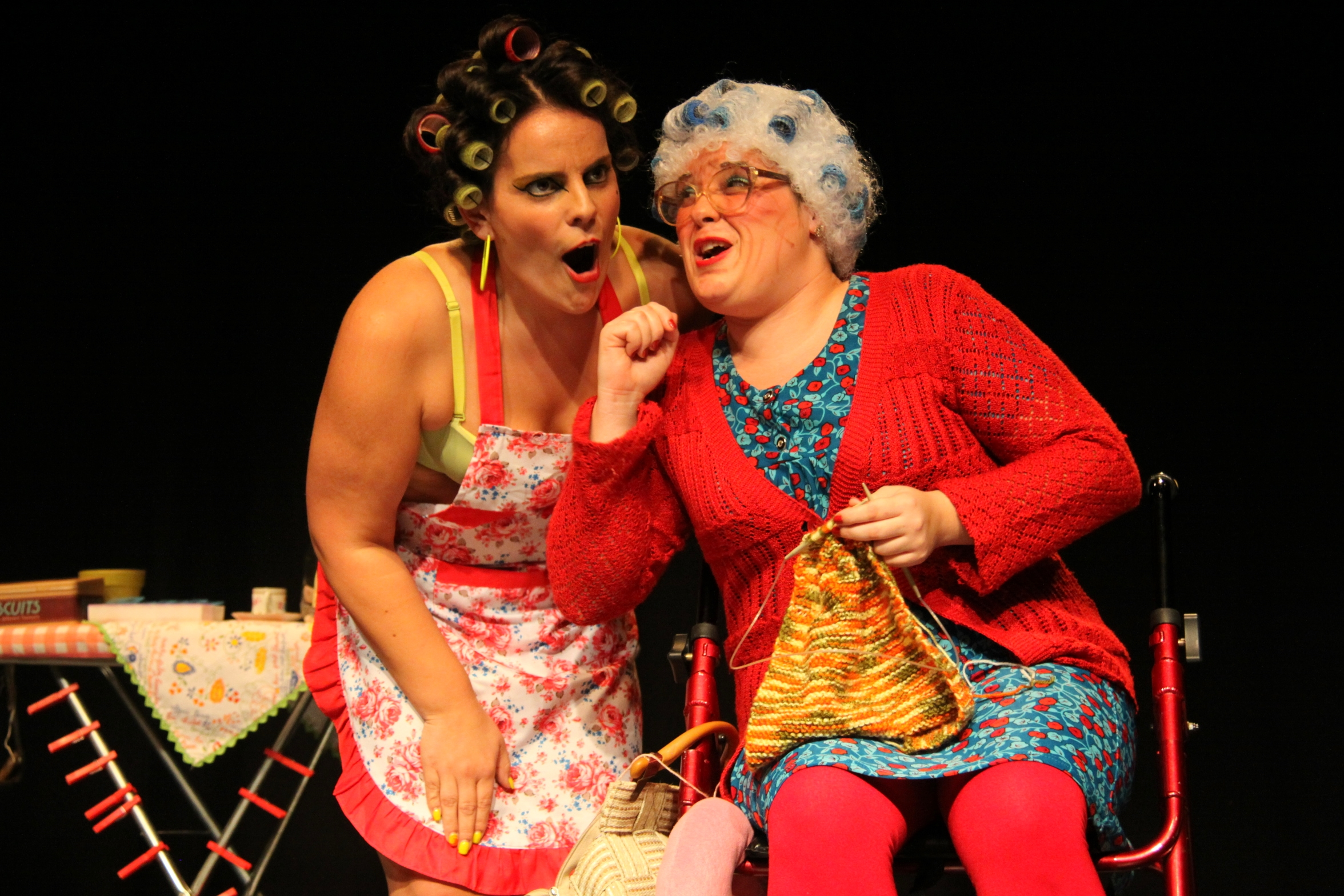
Margarida Camacho e Mónica Kahlo em Vovó Ganza
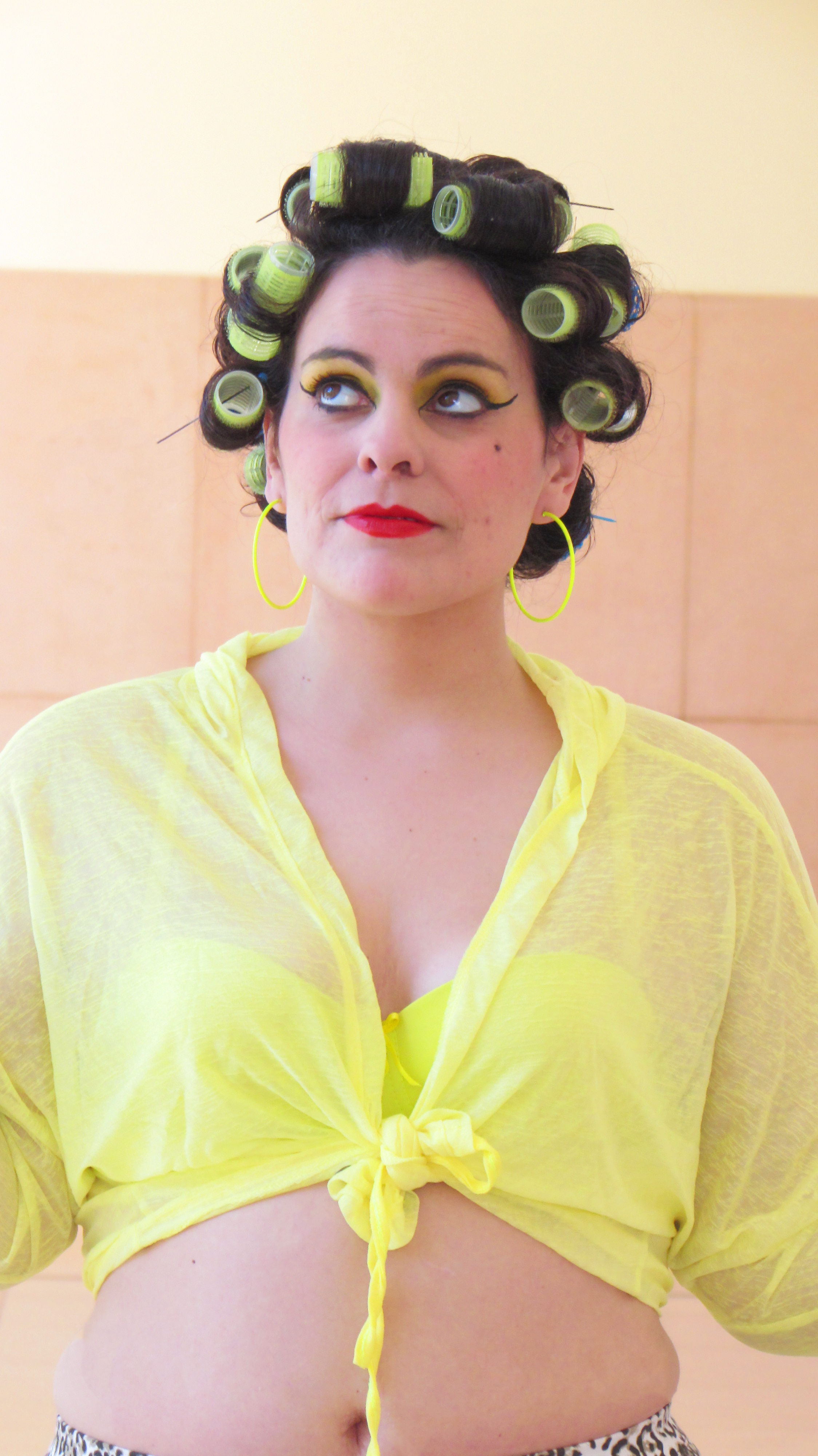
Margarida Camacho em Vovó Ganza
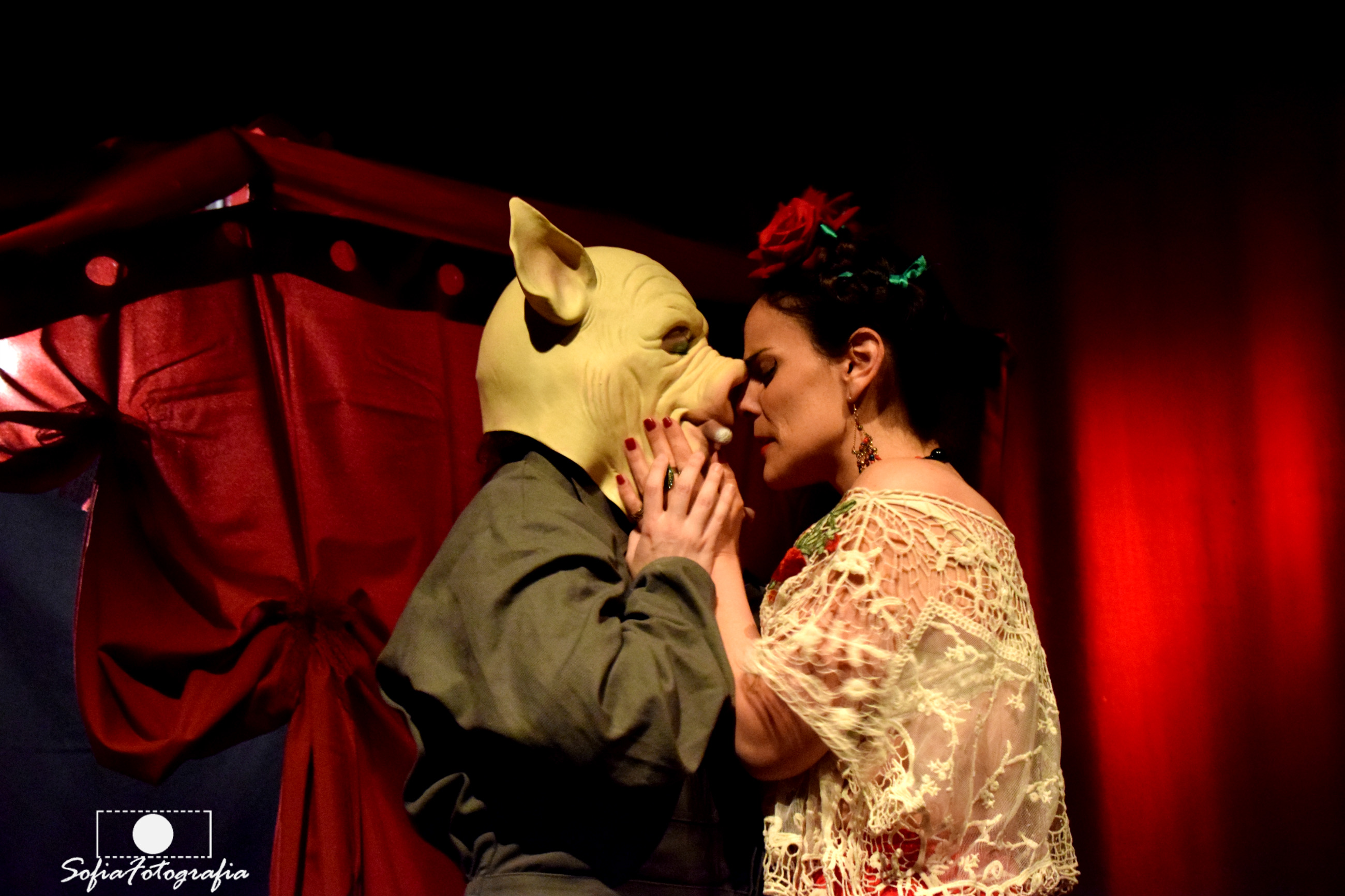
Margarida Camacho como Frida Kahlo, no espectáculo Não Kahlo